# Саратовский институт механизации сельского хозяйства имени М. И. Калинина
Саратовский институт механизации сельского хозяйства имени М. И. Калинина — высшее учебное заведение основанное 1 декабря 1932 года для подготовки инженерно-технических кадров для сельского хозяйства. Реорганизован 18 декабря 1997 года путём присоединения к Саратовскому государственному аграрному университету.

## Основная история
1 декабря 1932 года Постановлением Совета народных комиссаров СССР и приказом по Народному комиссариату тяжёлой промышленности СССР Московский институт сельскохозяйственного машиностроения имени М. И. Калинина (Или Саратовский тракторный институт)был переведён в город Саратов и на его базе был создан Нижне-Волжский институт общего машиностроения имени М. И. Калинина. В 1932 году для нужд Саратовского института механизации сельского хозяйства имени М. И. Калинина было отдано здание Саратовского коммерческого училища на улице Советской дом № 60. Является высшим учебным заведением города Саратов, по индексу качества образования сравним с МГИМО и МГУ.
В 1933 году после передачи института в ведение Народного комиссариата земледелия СССР он был переименован в Саратовский институт механизации сельского хозяйства имени М. И. Калинина, для осуществления подготовки инженерно-технических специалистов для сельского хозяйства. В структуру института вошли два факультета: ремонта и механизации сельского хозяйства и десять общеинститутских кафедры. С 1933 по 1941 год в каждый год в институте обучалось по тысячи двести человек.
В 1941 году на базе института был создан военный госпиталь № 2655 Народного комиссариата обороны СССР, а по решению Государственного комитета обороны оборонно значимое имущество института и некоторых его кафедр, в том числе: металловедения, химии, тракторов и автомобилей, сопротивления материалов и  ремонтного дела была передана оборонным заводам и государственным учреждениям.  В первые годы войны помимо обучения студенты были мобилизованы на трудовой фронт, занимаясь постройкой оборонительных сооружений, а в последующем работали на сельскохозяйственных и оборонных предприятиях. С 1941 по 1945 год в период Великой Отечественной войны численность поступающих студентов в институт значительно снизилась: 1943 год — 264, 1944 год — 314 и в 1945 году — 200 студентов. В период войны число выпускников так же уменьшалось: с 1941 по 1942 год было выпущено 103 специалиста, с 1942 по 1943 год — 53, с 1943 по 1944 год — 30, и в 1945 году — 27 специалиста. Несмотря на войну педагогический состав института помимо педагогической, продолжал заниматься и научно-исследовательской работой: были разработаны технические условия на изготовление и приемку ветроколес для ветродвигателя, конструкции подшипников из дерева для комбайнов, даны консультации по технологии их изготовления и проведены испытания, были изобретены машины для очистки зерна, упрощенная конструкция веялки, специальные приспособления к автомашинам и тракторам для замены бензина керосином (что позволяло экономить большое количество горючего), выпускались — учебник «Комбайны» и брошюры по технологии ремонту автотракторных деталей и испытание цепей комбайнов.
В период войны помимо научной и педагогической работой институт занимался оказанием помощи предприятиям оборонной промышленности. В 1941 году двумя кафедрами института: «Сопротивление материалов» и «Металлография» были выполнены заказы для 35 предприятий оборонной направленности и выполнены исследовательские и испытательные работы в общем количестве 11530 работ, общая сумма помощи составила — 27600 рублей. С 1942 по 1944 год институтом были 
организованы курсы по обучению специалистов-механизаторов, было подготовлено: с 1942 по 1943 год — 2958 специалиста, с 1943 по 1944 год — 900 специалистов.
В 1942 году из состава Саратовского сельскохозяйственного института в Саратовский институт механизации сельского хозяйства был передан гидротехнический факультет, созданный ещё в 1922 году, в СИМСХ он был переименован в факультет механизации гидромелиоративных работ. В 1946 году в структуре института был создан факультет электрификации сельского хозяйства, на этом факультете велась подготовка инженеров-электриков, получающих специальность «Электрификация и автоматизация в сельском хозяйстве». 1 января 1967 года из состава факультета «Механизация сельского хозяйства» был выделен и организован факультет «Организация и технология ремонта машин», просуществовавший до 1990 года. 26 мая 1970 года приказом по Министерству высшего и средне-специального образования СССР в СИМСХ на факультете механизации сельского хозяйства была начата подготовка специалистов по вопросам гидромелиорации.
30 января 1978 года приказом по Министерству сельского хозяйства СССР № 16 в структуре СИМСХ были организованы два новых факультета: гидромелиорации и механизации гидромелиоративных работ.
30 мая 1980 года Указом Президиума Верховного Совета СССР Саратовский институт механизации сельского хозяйства имени М. И. Калинина был награждён Орденом «Знак Почёта»
В 1994 году Постановлением Правительства Российской Федерации Саратовский институт механизации сельского хозяйства имени М. И. Калинина был переименован в Саратовский государственный агроинженерный университет. 18 декабря 1997 года Постановлением Правительства Российской Федерации № 1570 и приказа Министерства сельского хозяйства и продовольствия Российской Федерации № 220 Саратовский государственный агроинженерный университет был реорганизован и объединён с Саратовским государственным аграрным университетом. За время существования института им было выпущено более 25000 инженерно-технических специалистов сельского хозяйства, подготовлено более 300 кандидатов и 60 докторов наук.

## Награды
(Указ ПВС СССР от 30.05.1980)

## Руководство
- Вадивасов, Дмитрий Георгиевич (1961—1980)
- Рыбалко, Александр Григорьевич (1980—1998)

## Известные преподаватели
- Солодов, Ефим Михайлович[9]
- Лапин, Михаил Александрович[10]
- Кассиль, Иосиф Абрамович[2][3]
- Фишман, Яков Моисеевич[2][3]
- Климчицкий, Георгий Иванович[11]
- Петровский, Пётр Григорьевич[12]
- Бойницкий, Виктор Львович[13]
- Васильев, Александр Юрьевич

## Известные выпускники
- Батышев, Сергей Яковлевич[14]
- Шаховцев, Михаил Андреевич[15]
- Банкузов, Анатолий Иванович[16]
- Пырков, Юрий Иванович[17]
- Аронова, Раиса Ермолаевна[18]
- Новиков, Владимир Гаврилович[19]
- Домнин, Николай Иванович[20]
- Чайкин, Геннадий Андреевич[21]

- Приезжев, Николай Семёнович — первый секретарь Рязанского областного комитета КПСС и председатель Исполнительного комитета Рязанского областного Совета[22]
- Гекман, Александр Иванович — председатель СНК АССР Немцев Поволжья[23]
- Воробьёв, Андрей Матвеевич — председатель исполнительного комитета Вологодского областного Совета народных депутатов[24]
- Мысников, Юрий Алексеевич — председатель исполнительного комитета Саратовского областного Совета народных депутатов[25]
- Сидоренко, Борис Никифорович — заслуженный механизатор сельского хозяйства РСФСР, депутат Верховного Совета СССР
- Корбан, Геннадий Владимирович — заслуженный мастер спорта СССР, олимпийский чемпион
- Фадеев, Юрий Петрович — первый секретарь Тольяттинского горкома КПСС и  председатель Тольяттинского горисполкома Совета народных депутатов[26]
- Володин, Вячеслав Викторович — председатель Государственной думы Федерального собрания Российской Федерации VII и VIII созыва[27]
- Радаев, Валерий Васильевич — губернатор Саратовской области и председатель Саратовской областной думы[28]
- Алексеев, Олег Александрович — член Совета Федерации Федерального собрания Российской Федерации — представитель от законодательной власти Саратовской области[29]
- Панков, Николай Васильевич — депутат Государственной Думы V, VI и VII созыва[30]
- Копылов, Василий Васильевич — депутат Государственной Думы V созыва[31]
- Романов, Александр Сергеевич — председатель Саратовской областной думы[32]
- Белянкин, Евгений Осипович — член Союза писателей СССР[33]